# Hubert de Watrigant
Hubert de Watrigant, né en 1954, est un peintre, dessinateur et sculpteur français. Né parmi une famille d'éleveurs de chevaux de courses hippiques, il devient en 1982 un collaborateur régulier de la maison Hermès, et réalise nombre de carrés.

## Engagements
En octobre 2019, il signe avec 40 personnalités du monde du spectacle et de la culture, parmi lesquelles Denis Podalydès, Pierre Arditi, l'ex-ministre de la Culture Françoise Nyssen ou le journaliste Patrick de Carolis, un appel contre l'interdiction de la corrida aux mineurs que la députée Aurore Bergé voulait introduire dans une proposition de loi sur le bien-être animal .